# Мелия (растение)
Мелиите (Melia) са род растения от семейство Махагонови (Meliaceae). Срещат се в Афротропическата област.  Плодът им е костилков плод.
Таксонът е описан за пръв път от Карл Линей през 1753 година. Таксономичният му тип е хималайска мелия.

## Видове
- Melia azedarach – Хималайска мелия
- Melia dubia
- Melia volkensii